# Усть-Колпь
Усть-Колпь — деревня в Кадуйском районе Вологодской области России.
Входит в состав сельского поселения Семизерье (до 2015 года входила в Мазское сельское поселение), с точки зрения административно-территориального деления — в Мазский сельсовет.
Расположена на правом берегу реки Суда, вблизи устья Колпи. Расстояние по автодороге до районного центра Кадуя — 53 км, до центра сельсовета деревни Маза — 10 км. Ближайшие населённые пункты — Куракино, Мошницкое, Пименово.
По переписи 2002 года население — 8 человек.